# 귀혼
《귀혼》(Ghost Online)은 앤앤지㈜(대표 이규덕)가 개발하고 엠게임과 한게임, 투니랜드 등에서 서비스하는 2D 사이드 스크롤 방식 온라인 게임이다. ‘귀신과 무협’이라는 특이한 소재와 익살스런 귀신 몬스터들로 많은 사랑을 받고 있는 게임이다. 2005년 11월 29일 엠게임에서 정식 오픈 베타하였다. 최대 8개국까지 서비스 한 게임이지만, 현재는 대한민국과 미주, 태국에서만 서비스 중이다. 또한 2009년 7월 15일 한게임, 2011년 7월 15일에는 투니랜드에서, 10월 6일에는 다음에서, 12월 14일에는 카툰네트워크에서 채널링 서비스를 개시하였다. 2012년 7월 11일에는 "소울 세이버"라는 이름으로 전 세계에서 이용할 수 있는 글로벌 서비스를 실시하였다.
2008년 7월에는 귀혼 2기가 업데이트되어, 귀혼2기라는 타이틀을 2011년 7월까지 사용하였다.
후속작으로는 2010년 5월에 오픈된 서유기전이, 2011년 4월에 오픈된 좀비온라인이 있지만, 인기를 끌지 못해 2013년 3월에 서비스를 종료하였다.

## 서비스 사이트
- 엠게임 (2005년 5월 20일 ~) (배급사)
- 한게임 (2009년 7월 15일 ~)
- 카툰네트워크 (2011년 12월 14일 ~)
- SBS (2007년 ~ 2008년 4월 2일) - 계약 만료로 인한 종료
- 버디버디 (2007년 11월 14일 ~ 2012년 5월 17일) - 버디버디의 서비스 종료로 인한 종료
- 다음 (2011년 10월 6일 ~ 2013년 10월 7일) - 계약 만료로 인한 종료
- 투니랜드 (2011년 7월 15일 ~ 2017년 12월 22일) - 투니랜드의 채널링 종료로 인한 종료

## 연혁

### 2005년
- 2005년 5월 20일 - 귀혼 홈페이지 오픈
- 2005년 5월 26일 ~ 6월 1일 - 1차 CBT 진행
- 2005년 7월 6일 ~ 7월 12일 - 2차 CBT 진행 (도사 직업 추가)
- 2005년 7월 28일 ~ 8월 2일 - 프리테스트 진행
- 2005년 8월 10일 ~ 8월 23일 - 1차 프리오픈 진행
- 2005년 8월 26일 ~ 9월 2일 - 2차 프리오픈 진행 (명주성 지역 추가)
- 2005년 9월 2일 ~ 10월 4일 - 테스트 서버 운영
- 2005년 11월 17일 ~ 11월 20일 - 3차 프리오픈 진행 (쪽지 기능, 비무, 청음장터 추가, 신규 서버 양악평 추가)
- 2005년 11월 25일 ~ 11월 27일 - 프리뷰 테스트 진행
- 2005년 11월 29일 - 정식 오픈 베타 (파벌 의행 추가)
- 2005년 12월 17일 - 신규 서버 완안승 추가
- 2005년 12월 30일 - 명주평야 지역 추가

### 2006년
- 2006년 1월 13일 - 낚시 시스템 추가
- 2006년 1월 18일 - 신규 서버 백리풍 추가
- 2006년 1월 26일 - 행운패 시스템 추가
- 2006년 2월 8일 - 귀혼상점 오픈
- 2006년 2월 15일 - 신규 지역 용림산, 용림객잔, 용림곡 추가
- 2006년 3월 4일 - 신규 서버 위지수 추가
- 2006년 3월 15일 - 신규 지역 용림성 추가, 문파시스템 추가
- 2006년 5월 3일 - 영물 시스템 추가
- 2006년 5월 11일 - 신규 지역 철완산, 철완천 추가
- 2006년 5월 17일 - 보패 시스템 추가
- 2006년 5월 25일 - 비무장, 시련의 굴 추가
- 2006년 6월 14일 - 신규 지역 철완곡 추가
- 2006년 7월 12일 - 신규 지역 청암수굴, 황암수굴 추가
- 2006년 7월 26일 - 문파전 업데이트
- 2006년 8월 10일 - 채광&강화 시스템 추가, 2차 전직 시스템 추가
- 2006년 9월 14일 - 신규 지역 생사의 탑(망각의 방, 고통의 방) 추가
- 2006년 9월 27일 - 신규 지역 생사의 탑(슬픔의 방) 추가, 미니게임 영물쟁탈전 추가
- 2006년 10월 25일 - 파벌쟁투 시스템 추가
- 2006년 12월 13일 - 요괴백과사전 추가
- 2006년 12월 27일 - 신규 지역 고락산, 고락촌 추가, 단리강, 위지수 서버 통합 → 고이운

### 2007년
- 2007년 1월 24일 - 신규 지역 생사의 탑(생사의 방) 추가, 보스 마물 혈옥수 추가
- 2007년 2월 14일 - 신규 서버 서릉해 추가
- 2007년 3월 14일 - 신규 지역 청강촌, 강하갱도 추가
- 2007년 3월 28일 - 신규 지역 천음계단 추가, 귀혼놀이 오목 추가
- 2007년 4월 25일 - 신규 지역 천음사 추가
- 2007년 6월 13일 - 신규 직업 역사 추가
- 2007년 6월 27일 - 도성전 업데이트
- 2007년 8월 8일 - 초성전 업데이트
- 2007년 8월 22일 - 신규 지역 고락봉(1차), 천음선교 추가
- 2007년 9월 12일 - 신규 지역 고락봉 전지역 추가
- 2007년 10월 31일 - 완호 추가
- 2007년 11월 14일 - 버디버디 채널링 실시
- 2007년 12월 27일 - 신규 지역 서위협곡 추가

### 2008년
- 2008년 2월 13일 - 환골탈태 추가, 보스마물 천수요화 추가
- 2008년 3월 26일 - 장비조합 기능 추가
- 2008년 4월 2일 - SBS에서의 채널링 종료
- 2008년 5월 28일 - 신규 지역 오래된 나루터 추가
- 2008년 6월 25일 - 서버 통합 (하우무, 조미향, 동곽은 서버 추가)
- 2008년 7월 23일 - 귀혼2기 업데이트 (신규 직업 사수 추가, 신규 지역 한야섬지대, 백혈귀곡림 추가, 신규 서버 태화노군 추가)
- 2008년 8월 13일 - 귀혼2기 업데이트 (황천 시스템, 신규 지역 백귀혈로, 백귀주원, 귀주객잔, 귀곡촌 추가, 속성강화 시스템 추가)
- 2008년 10월 22일 - 명주성 거대도깨비 추가
- 2008년 11월 26일 - 신규 지역 혈인농원 추가

### 2009년
- 2009년 2월 11일 - 연인 시스템 업데이트
- 2009년 2월 25일 - 신규 지역 흑혈귀곡림 추가
- 2009년 3월 11일 - 채널별 차등 경험치 혜택 적용
- 2009년 3월 25일 - 태화노군의 축복 시스템 추가
- 2009년 5월 27일 - 신규 지역 흑귀주원, 흑귀혈로 추가, 귀혼놀이 봉인대전 추가
- 2009년 7월 15일 - 신규 서버 독표공 추가, 한게임 채널링 실시
- 2009년 7월 22일 - 강령 시스템 추가
- 2009년 8월 12일 - 귀혼 백과 시스템 추가
- 2009년 8월 26일 - 신규 지역 선유곡 추가
- 2009년 9월 29일 - 신규 지역 남풍관 추가, 기공포 시스템 추가
- 2009년 11월 11일 - 마일리지 시스템 개선
- 2009년 12월 9일 - 귀혼자 시스템 추가
- 2009년 12월 22일 - 문장 시스템 추가

### 2010년
- 2010년 1월 13일 - 서버 통합 (백호, 주작 서버 추가)
- 2010년 1월 27일 - 우편 시스템, 고공력 일일의행 추가
- 2010년 3월 31일 - 영물 빙의 시스템 추가
- 2010년 4월 7일 - 150공력 달성 시스템 추가
- 2010년 4월 21일 - 지역 간소화, 한야섬지대 삭제
- 2010년 5월 27일 - 결혼 시스템 추가
- 2010년 6월 9일 - 천하제일비무대회 시스템 추가
- 2010년 6월 23일 - 한야섬지대 복구 오픈
- 2010년 7월 7일 - 헤어볼 시스템 추가
- 2010년 7월 21일 - 양악평의 침공 시스템 추가
- 2010년 8월 11일 - 신규 지역 녹림도성, 거목충림 추가
- 2010년 8월 25일 - 제한 공력 160공력으로 상향
- 2010년 12월 22일 - 태화무공 시스템 추가, 길찾기 안내 추가

### 2011년
- 2011년 2월 9일 - 신규 지역 말라붙은 늪 추가
- 2011년 3월 23일 - 전체 월드맵 추가
- 2011년 4월 27일 - 신규 지역 애리촌 추가, 전투의 열기 시스템 추가, 전보의행 추가, 시나리오 의행 추가
- 2011년 5월 25일 - 전보의행 2차 추가
- 2011년 6월 3일 - 파벌전, 도성전 개선
- 2011년 6월 29일 - 파벌전·도성전 2차 개선, 초성전 종료, 물품운송 시스템 추가, 팔찌 추가, 의행알림이 시스템 추가, 시나리오 의행 2차 추가, 전보의행 3차 추가
- 2011년 7월 15일 - 투니랜드에서의 채널링 실시
- 2011년 7월 27일 - 대마물의 속삭임, 특별 마물 시스템 업데이트
- 2011년 8월 10일 - 장식무기 아이템 추가, 전보의행 4차 추가
- 2011년 8월 31일 - 시나리오 의행 3차 추가, 전보의행 5차 추가, 파벌전 3차 개선, 대마물의 속삭임 1차 개선, 용림팔찌 추가, 마물혼조각 추가
- 2011년 9월 29일 - 시나리오 의행 4차 추가, 저공력 신규 의행 추가, 신규 황천 추가, 신규 마물 추가, 전보의행 6차 추가, 영물 조합 시스템 추가
- 2011년 10월 6일 - 다음에서의 채널링 실시
- 2011년 10월 26일 - 상급 합성 시스템 업데이트, 장신구 아이템 추가, 귀혼자 시스템 개편, 장터 개선 2차, 대마물의 속삭임 2차 개선
- 2011년 11월 2일 - 분노한 거대도깨비 컨텐츠 추가 및 관련 황천 의행 업데이트
- 2011년 11월 9일 - 귀혼 6주년 이벤트 실시
- 2011년 11월 23일 - 신규 황천, 시나리오 의행 추가, 귀혼 6주년 2차 이벤트 실시
- 2011년 12월 14일 - 레어 아이템 습득 알림 시스템, 캐릭터 탈출 시스템 업데이트, 크리스마스 이벤트 실시, 카툰네트워크에서의 채널링 실시
- 2011년 12월 29일 - 트리플 악셀 1차 업데이트 - 신규 지역 노루담의 굴 추가, 165공력 신규 아이템 추가 ,궤짝 시스템 추가, 캐릭터 생성 슬롯 추가

### 2012년
- 2012년 1월 11일 - 트리플 악셀 2차 업데이트 - 공력제한 해제, 대화차륜 2차 업데이트
- 2012년 1월 26일 - 트리플 악셀 3차 업데이트 - 3차 전직 시스템 업데이트
- 2012년 2월 8일 - 170공력 달성 혜택 추가
- 2012년 2월 22일 - 신규 지역 앙고라 왕국, 녹돈의 평원(폐허) 업데이트, 전보의행 7차 추가, 의행도우미 기능 추가
- 2012년 2월 29일 - 화경 신규 무공 추가, 이름꾸밈상자 업데이트, 게임 내 폰트 변경
- 2012년 3월 14일 - 속성주머니 아이템 추가, 초보자 선물 아이템 추가
- 2012년 3월 28일 - 신규 지역 앙고라 외곽 업데이트, 신규 160공력 황천 업데이트, 신규 160공력 의행 추가, 신규 171~175공력 마물 추가, 청음관 지역 리뉴얼, 황천 탈출하기 기능 추가, 편의기능 추가
- 2012년 4월 12일 - 차단 시스템 추가, 행공 시스템 추가, 장식무기 옵션 기능 추가, 용림산·명주평야·용림곡 사냥터 지역 개선, 마물 이름 표시 변경
- 2012년 4월 25일 - 앙고라 외곽 황천(앙고라 암흑로, 앙고라 마을 주둔지) 추가, 신규 의행 추가, 물품운송 계정 내 이동 추가, 모자조합 시스템 추가
- 2012년 5월 17일 - 버디버디 귀혼 서비스 종료
- 2012년 5월 23일 - 화경 신규 무공 추가, 악귀지옥 황천 삭제 및 일일의행 삭제, 인연정보 맺은 날짜 표시 추가, 물고기 아이템 겹치기 최대개수 변경
- 2012년 6월 13일 - 차단 시스템 기능 추가
- 2012년 6월 26일 - 7월 세트궤 추가
- 2012년 7월 11일 - 귀혼 글로벌 사이트 오픈 (소울 세이버)
- 2012년 7월 25일 - 신규 직업 아사신 추가, 캐릭터 생성화면 리뉴얼, 문파 창설개수 제한 해제 업데이트
- 2012년 8월 8일 - 아사신 캐릭터 환골탈태, 화경 전직 및 무공 추가, 캐릭터 슬롯 추가, 무리장 표시 기능 추가, 채널선택창 안내 기능 추가
- 2012년 8월 29일 - 파벌전 마교용병제 추가, 재구매 시스템 추가, 십이지정수 시스템 추가, 문파명 아이템 기능 변경, 문파전 보상 변경, 미니맵 채널이동 기능 개선, 개인상점 보기 기능 개선, 요괴백과 보기 기능 개선, 교환창 개선 업데이트
- 2012년 9월 12일 - 재구매 시스템 적용, 물품운송 받기창 삭제 기능 추가, 파벌전에서 마교의 참가상태 표시 기능 추가, 공력상승, 분노사용 이펙트 개선
- 2012년 9월 26일 - 신규 170공력 장비아이템 추가, 교류창 친구 기능 개선, 백아 셋트 아이템 추가, 게임 툴팁(설명) 표시 개선 업데이트
- 2012년 10월 17일 - 신규 시나리오 의행 추가 (고락촌)
- 2012년 11월 7일 - 동곽은, 백호, 주작 서버 통합 (양악평)
- 2012년 11월 28일 - 문파 창설개수 제한 적용, 7주년 이벤트 실시
- 2012년 12월 13일 - 신규 직업 마기 업데이트, 양악평 서버 도성전 진행 업데이트

### 2013년
- 2013년 1월 9일 - 메신저 기능 보완, 키보드 조작 개선
- 2013년 1월 23일 - 마기 화경 전직 및 무공 추가
- 2013년 2월 27일 - 신규 황천 "몽환의 결전" 추가, 무리매칭시스템 "함께해요" 추가
- 2013년 3월 28일 - 위탁 판매 시스템, 2차 비밀번호 기능 추가, 메인화면 UI 리뉴얼
- 2013년 4월 24일 - 결정공방 시스템 추가
- 2013년 5월 8일 - 녹귀령, 자귀령, 황귀령(강화)의 경험치 혜택이 25%에서 50%로 상승하였고, 프리미엄 PC방의 일부 혜택이 상승하였다. 또한, 황귀령과 프리미엄 PC방의 일부 혜택이 중복 적용되었다.
- 2013년 5월 22일 - 결정공방에서 무기, 의복, 귀부적, 희귀상자 등을 제작할 수 있는 제작서가 추가되었다. 또한 귀혼 스마트폰 애플리케이션인 귀혼 마당이 추가되었다.
- 2013년 6월 12일 - 장착 아이템을 비교할 수 있는 기능이 추가되었다.
- 2013년 6월 26일 - 의행창을 지역별로 분류하고 저공력 의행을 비활성화할 수 있도록 리뉴얼하였다.
- 2013년 7월 10일 - 미니맵 리뉴얼, 고공력 일일의행 종료
- 2013년 7월 24일 - 제한 공력 해제, 신규 지역 녹돈의 평원 추가, 신규 마물 추가, 신규 장비 추가, 신규 장착 아이템 허리띠 추가, 무투대전 추가
- 2013년 8월 13일 - 신규 전보의행 추가, 무투대전 보상 추가, 무투대전 일부 내용 변경, 물품잠금 기능 추가
- 2013년 8월 28일 - 오늘의 할 일 일일의행 기능 추가, 혈갑문이 이동하는 현상 수정
- 2013년 9월 11일 - 최고 공력 달성 이펙트 추가
- 2013년 9월 26일 - 기공포 무공 리뉴얼
- 2013년 10월 7일 - 다음 귀혼 채널링 종료
- 2013년 10월 10일 - 의행도우미 기능 추가
- 2013년 10월 24일 - 상급 이펙트 추가, 봉인된 캐릭터 표시 추가
- 2013년 11월 13일 - 위탁판매 추가설정 기능 강화, 변신아이템 표시 추가, 귀혼상점 미리보기 화면에 영물이름이 표시되지 않도록 변경
- 2013년 11월 27일 - 귀혼 8주년 이벤트 실시
- 2013년 12월 11일 - 개인 상점 위치 지정 업데이트
- 2013년 12월 26일 - 신규 직업 군사 업데이트

### 2014년
- 2014년 1월 8일 - 이벤트 마물 갑오지신 및 갑오황천 추가, 군사 일부 버그 수정
- 2014년 1월 22일 - 군사 장비 추가, 105~106공력 의행 추가, 캐릭터 삭제 대기 시간 추가
- 2014년 1월 28일 - 귀혼마당 서비스 종료
- 2014년 2월 12일 - 캐릭터 삭제 대기 UI 변경, 체력/귀력 버프 계산방식 변경
- 2014년 2월 26일 - 군사 장비 추가, 아이템 나누기 기능 추가, 무투대전 입장방식 변경, 군사 무공 변경, 아사신 무공 변경
- 2014년 3월 12일 - 107~109 공력 의행 추가
- 2014년 3월 26일 - 군사 장비 추가, 시련의굴 개편, 일부 지역 몬스터 밸런스 조정, 특별마물 개선, 증표상점 아이템 추가 및 증표 개수 하향, 소환의방 지형 변경
- 2014년 4월 9일 - 문장 시스템 개편(상위 문장 추가, 문장상자 개봉 방법 추가, 문장강화 시스템 변경, 보패 시스템 변경), 일부 지역 마물 밸런스 조정, 촛불, 횃불 아이템 사용 시 효과 적용 지역 제한 추가
- 2014년 4월 23일 - 군사 화경전직 추가, 군사 캐릭터 화경무공 추가, 군사 장비 추가, 게임 내 UI 개선, 신규 튜토리얼 의행 추가, 조합 시스템 개선, 고급강화부적 아이템 제한 공력 변경
- 2014년 5월 14일 - 망토조합부적 추가
- 2014년 5월 28일 - 군사 태화무공 추가, 군사 장비 추가, 혈명의비호 아이템 망토 조합이 가능하도록 변경, 문파수호패 알림 메시지 추가
- 2014년 6월 11일 - 순간이동술서 추가
- 2014년 6월 25일 - 귀혼자 공력 제한 추가
- 2014년 7월 16일 - 혼돈의 전장 추가, 개인상점 개선, 주머니 아이템 획득 가능 목록 툴팁 추가
- 2014년 7월 30일 - 양악평의 침공 - 금관위의 위협 업데이트, 혼돈의 전장 개선
- 2014년 8월 - 신규 화경 무공 추가, 신규 보스 십이요자 추가

### 2015년
- 2015년 7월 22일 - 최대 공력 상향(180공력), 신규 지역 고룡의 산 업데이트
- 2015년 11월 29일 - 귀혼 10주년
- 2015년 12월 23일 - 신규 직업 예니체리 업데이트

### 2016년
- 2016년 1월 13일 - 예니체리 화경편 추가, 도성전 신청시간 변경, 문파명성치 시스템 수정, 게임 내 배경음악 변경
- 2016년 1월 27일 - 예니체리 일부 무공 수정, 태화궤류 아이템 수정
- 2016년 2월 11일 - 일부 소비 아이템 중첩 개수 수정
- 2016년 2월 24일 - 신규 지역 망자의 계곡 업데이트, 마기 사신강림 무공 수정
- 2016년 3월 9일 - 개명부 사용시 간헐적으로 정상적으로 적용되지 않는 현상이 수정
- 2016년 3월 23일 - 망자의 계곡 일일의행 추가, 신규 시나리오 의행 추가
- 2016년 12월 28일 - 4차전직 현경 추가

### 2017년
- 2017년 1월 25일 - 문파 전체 쪽지기능 추가
- 2017년 7월 26일 - 최대 공력 상향(185공력), 신규 지역 검은언덕, 불타는 폐허 업데이트
- 2017년 12월 13일 - 신규 직업 맘루크 업데이트

### 2018년
- 2018년 3월 28일 - 연격 시스템 추가
- 2018년 10월 24일 - 운선도인 및 시공마인 기능 통합, 마물 체력 표시
- 2018년 11월 28일 - 일일의행, 전보의행, 무한황천, 출석체크 초기화 시간 변경 (매일 0시)

### 2019년
- 2019년 7월 10일 - 사묵성, 양악평 서버 통합 (네코)
- 2019년 12월 11일 - 최대 공력 상향(188공력), 신규 지역 서부국경지대 업데이트

### 2020년
- 2020년 4월 22일 - 신규 황천 백귀지옥 추가, 황천 백귀지옥 일일의행 추가, 서부국경지대 특별마물 추가
- 2020년 5월 27일 - 마교 튜토리얼 수정, 초보자선물 구성 변경, 인물 능력상승치 입력기능 추가
- 2020년 8월 26일 - 167 공력 의행 추가

### 2021년
- 2021년 1월 27일 - 공력 188 상급합성 확률정보 추가, 해상도 지원 기능 변경 및 추가(800 x 600 지원 종료, 1280 x 720, 1366 x 768, 1600 x 900, 1920 x 1080 추가), 메인 UI 리뉴얼, 게임런처 옵션초기화 기능 추가
- 2021년 2월 24일 - 무한황천 보상 주머니 수정, 장터입구 및 소환의방 맵 수정, 파벌전 진행인원 25명 → 50명으로 변경
- 2021년 3월 24일 - 양악평의 침공 보스 마물 체력 상향 (혈갑문, 동력핵, 은관위, 강화혈갑문, 강화동력핵, 금관위)
- 2021년 4월 28일 - 제령 경험치 공식 변경, 167 ~ 188 공력 마물 체력 30% 하향
- 2021년 7월 28일 - PVE 넉백 시스템 개선, 태화연계 시스템 추가
- 2021년 8월 25일 - 전보의행 리뉴얼
- 2021년 9월 15일 - 거목충림, 말라붙은늪 지역 마물 개체수 추가, 선유곡 해독약 아이템 추가, 신규 영물 비고상 추가

### 2022년
- 2022년 1월 26일 - 신규 직업 버서커 업데이트
- 2022년 9월 28일 - 3차 화경, 4차 현경 전직 난이도 하향(대화차륜, 거목신 보스 체력 40% 감소)

### 2024년
- 2024년 2월 28일 - 171~172 공력 의행 추가
- 2024년 5월 22일 - 173~174 공력 의행 추가
- 2024년 9월 25일 - 태화슬롯, 곡옥, 장비 성장, 연옥가루 추가
- 2024년 12월 26일 - 최대 공력 상향(194공력), 신규 지역 대폭포 업데이트

### 2025년
- 2025년 2월 26일 - 더욱 강해지고 싶은 경비병 2 의행 완료조건 변경, 교류차단 인원수 확장, 영물 이동방식 정보 추가
- 2025년 3월 26일 - 자동 전보의행 기능 추가

## 모바일 게임, 애플리케이션
귀혼 모바일 게임은 대한민국에서 2007년 2월 서비스를 시작하였다.
다음은 귀혼 모바일 게임을 표로 정리한 것이다.
| 게임명                | 주인공 | 출시일                                                                            | 정보 이용료              | 통신사                | 홈페이지                         | 비고 |
| --------------------- | ------ | --------------------------------------------------------------------------------- | ------------------------ | --------------------- | -------------------------------- | ---- |
| 귀혼 무사편           |        | SKT 2007년 2월 1일 LGU+ 2007년 6월 20일                                           | 2,500원                  | SKT, LGU+             | [ 깨진 링크 ( 과거 내용 찾기]) ] |      |
| 귀혼 자객편           |        | SKT 2009년 9월 22일 KT 2009년 9월 23일 LGU+ 2009년 9월 28일 아이폰 2011년 6월 9일 | 4,000원 3,000원 (아이폰) | SKT, KT, LGU+ SKT, KT | [ 깨진 링크 ( 과거 내용 찾기]) ] |      |
| 귀혼마당              |        | 2013년 5월 22일 ~ 2014년 1월 28일                                                 | 무료                     |                       |                                  |      |
| 귀혼퍼즐RPG for kakao |        | 2014년 8월 7일 ~ 2014년 11월 20일                                                 | 무료                     |                       |                                  |      |

## 콘텐츠
- 비무

필드에서 유저와 1:1 PvP를 겨루는 시스템이며, 상대방에게 비무신청을 해서 상대방이 수락하거나 상대방의 비무신청 수락시 가능하다.
- 시련의 굴

명주성 서쪽 맵의 비무장 포탈로 들어간 뒤 시렴의 굴에 입장하여 PvP를 즐기는 곳이다. 총 6개의 굴이 있으며 각 굴에는 공력 제한이 존재한다.
- 비무대회

매주 일요일 19시 ~ 19시 20분 사이 5채널에서 우측에 뜨는 천하제일 비무대회 버튼을 클릭하면 신청이 가능하다. 패배 시 탈락과 동시에 전투의 열기가 지급된다.
- 파벌전

월~토요일 19시 6채널에서 진행하며 정파와 사파가 20분간 결투를 벌이는 방식으로 진행된다. 마교가 추가된 이후부터는 지난 파벌전에서 패배한 파벌에 붙어서 진행한다. 명주선 1,2관과 용림성 1,2관의 점수를 합산하여 더 높은 점수를 획득한 파벌이 승리한다.
- 양악평의 침공

매일 정해진 시간에 6채널에서 진행하며, 처음 30분간은 장비납품을 진행하며 30분이 지난 후 귀곡성 내부로 침입하면서 은관위 또는 금관위를 잡는 레이드 형식의 콘텐츠이다.
- 대마물의 속삭임

매일 21시 10분(금, 토요일에는 22시 10분에도 진행) 6채널에서 진행하며 대마물의정수 아이템을 사용하여 입장할 수 있다.
- 혼돈의 전장

매일 13시, 23시 6채널에서 10분간 진행되며 파벌과 상관없이 랜덤으로 청팀, 백팀으로 나뉘어서 진행된다.
- 황천

특정한 입장재료(하급등불, 중급등불, 상급등불 등)를 지불하고 입장할 수 있으며, 입장 시 30분~1시간 동안 해당 황천을 클리어하고 경험치나 아이템, 증표 등을 보상으로 받을 수 있다. 이계문의 승헌도승을 통하여 입장이 가능하지만 일부 황천은 별도의 NPC를 통하여 입장이 가능한 황천이 존재한다.(혈옥수, 천수요화, 대화차륜, 거목신 등) 그리고 6채널에서는 황천 이용이 불가능하다.
- 앙고라 훈련장

매주 토요일 16시 30분, 16시 40분 6채널에서 진행하며 최후의 1인이 남을 때까지 진행된다. 130공력 이하 캐릭터는 공력별로 버프가 제공되며 전투의열기와 훈련의증표가 차등 지급된다. 경기시간이 종료되고 1명 이상의 생존자가 있을 경우 체력이 가장 높은 캐릭터가 우승한다.

## 이벤트
- 허리띠 : 12제자 허리띠와는 별개로 이벤트 기간에만 등장하는 허리띠를 일컫는다. 장착 후 혼을 흡수하여 사냥 시 추가 경험치를 획득하는 아이템으로 100~500%까지 추가 경험치를 획득할 수 있다. 혼은 최대 60분까지 누적이 가능하며 경험치를 많이 주는 의행을 클리어할 때 특히 필수이다. 장착해제, 채널이동, 접속종료 시 누적 혼이 초기화되며 채널 이동 후 곧바로 경험치를 많이 주는 의행을 클리어할 시 추가경험치를 받을 수 없다.
- 망부석 : 이벤트 기간에만 획득할 수 있는 아이템을 납품하여 단계별로 효과를 발동시키는 이벤트이다. 효과는 마물 추가 데미지, 귀력소비량 감소, 경험치 상승, 귀혼자 혼 획득량, 치명타율, 특별마물 발생률 등이 있다. 납품량에 따라 1단계부터 3단계까지 효과가 발동되며 발동 시작 시점부터 1시간 동안 효과가 발동된다.
- GM 버프 : 이벤트도우미 NPC에서 받을 수 있으며, 효과는 물리공격력 250, 마법공격력 250, 체력 1000, 귀력 1000, 방어력 500이 증가한다. 지속시간은 각 1시간이며 버프가 있는 상태에서는 받을 수 없고 버프가 종료된 후 다시 받을 수 있다.

## 만화책
- 《코믹 귀혼》이라는 만화책 시리즈가 2011년 6월 21일 기준으로 1권부터 17권까지 출시되었다.

## 장난감
딱지
에리트F·B에서는 귀혼 딱지를 만들어 판매하고 있다. 그러나 게임의 몬스터 정보와는 조금 다를 수도 있다. 현재 4탄까지 나와있다.